# Буйон (Приморские Альпы)
Буйон (фр. Bouyon) — коммуна на юго-востоке Франции в регионе Прованс — Альпы — Лазурный берег, департамент Приморские Альпы, округ Грас, кантон Ванс. До марта 2015 года коммуна административно входила в состав упразднённого кантона Курсегуль (округ Грас).
Площадь коммуны — 12,29 км², население — 436 человек (2006) с выраженной тенденцией к росту: 484 человека (2012), плотность населения — 39,4 чел/км².

## Население
Население коммуны в 2011 году составляло — 483 человека, а в 2012 году — 484 человека.
| 1962 | 1968 | 1975 | 1982 | 1990 | 1999 | 2006 | 2008 | 2011 | 2012 |
| ---- | ---- | ---- | ---- | ---- | ---- | ---- | ---- | ---- | ---- |
| 288  | 157  | 202  | 229  | 243  | 352  | 436  | 460  | 483  | 484  |

Динамика численности населения:

## Экономика
В 2010 году из 324 человек трудоспособного возраста (от 15 до 64 лет) 241 были экономически активными, 83 — неактивными (показатель активности 74,4 %, в 1999 году — 68,3 %). Из 241 активных трудоспособных жителей работали 221 человек (117 мужчин и 104 женщины), 20 числились безработными (7 мужчин и 13 женщин). Среди 83 трудоспособных неактивных граждан 23 были учениками либо студентами, 30 — пенсионерами, а ещё 30 — были неактивны в силу других причин.
На протяжении 2010 года в коммуне числилось 186 облагаемых налогом домохозяйств, в которых проживало 466,0 человек. При этом медиана доходов составила 19 тысяч 952 евро на одного налогоплательщика.